# Programa de los 500 días

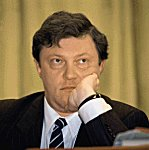
Grigori Yavlinski, uno de los impulsores del fracasado Programa de los 500 días.

Programa de los 500 días (en ruso: Программа «500 дней») es el nombre por el que fue conocido un ambicioso programa económico lanzado en agosto-septiembre de 1990 para superar la crisis económica de la Unión Soviética en vísperas de su desaparición como Estado, por medio de la transición a una economía de mercado.

## Previsiones
El programa se dividía en tres fases:
- Un primer estadio en que se procediese a la estabilización económica reduciendo el déficit presupuestario, comienzo de las desnacionalizaciones y unificación del tipo de cambio (final de 1990, ocupando los cien primeros días).
- Una segunda fase de liberalización de precios, que incluyese estrictos controles financieros (los días 100 a 250)
- Los últimos 250 días se procedería a estabilizar el mercado, profundizar en la privatización, convertibilidad interna, ofreciendo a las repúblicas una unión económica que incluyese el mantenimiento de una moneda única.

## Desarrollo
El programa fue propuesto por Grigori Yavlinski, siendo desarrollado por un grupo de trabajo bajo la dirección de Stanislav Shatalin, asesor económico de Mijaíl Gorbachov (el programa también es conocido como Programa Shatalin). Antes de comenzar a trabajar en el proyecto, Gorbachov había asegurado a Shatalin que hablaba en serio acerca de la reforma radical de la economía soviética.
En agosto de 1990 el grupo publicó un informe de cuatrocientas páginas titulado Transición al mercado. Se basaba en el anterior Programa de los 400 días, elaborado por Yavlinski, y acabó tomando su denominación más conocida por su intención de crear las bases para una moderna economía de mercado en quinientos días. En él pide la creación de una economía de mercado competitiva, que incluía la privatización en masa de empresas públicas, la libre fijación de precios por el mercado, la integración con el sistema económico mundial, una gran transferencia de poder desde el gobierno de la Unión al de las Repúblicas de la Unión Soviética, y muchas otras reformas entonces consideradas de carácter radical.
El programa obtuvo el apoyo inmediato del entonces presidente de la RSFS de Rusia Borís Yeltsin, así como un apoyo algo más escéptico del presidente de la Unión Soviética Mijaíl Gorbachov. Poco después, el primer ministro conservador Nikolái Ryzhkov lo rechazó abiertamente.
El Sóviet Supremo de la Unión Soviética rechazó la adopción del programa, para posteriormente aceptar otro más moderado en sus reformas, titulado Directrices básicas para la estabilización de la economía y la transición a una economía de mercado. Éste contenía muchas de las medidas del programa de los quinientos días, pero se diferenciaba fundamentalmente en que no contenía un calendario de aplicación, y por otro lado no contenía previsiones de descentralización del poder económico desde la Unión a las repúblicas. El Programa de los 500 días acabó por tanto no siendo aplicado por la oposición de los sectores menos proclives a las reformas.